# Аполесовский
Аполесовский — упразднённый посёлок в Болховском районе Орловской области России. Входил в состав Новосинецкого сельского поселения. Упразднён в 2004 году.

## География
Посёлок располагался у пруда образованном на безымянной балке впадающей в ручей Каменка (приток реки Каменка), на расстоянии примерно 1 километра (по прямой) к северу от деревни Александровка Вторая.

## История
Постановлением Орловской областной думы от 15 октября 2004 года № 32/645-ОС посёлок Аполесовский исключён из учётных данных.

## Население
Согласно результатам переписи 2002 года в посёлке отсутствовало постоянное население.